# Conversions forcées au Pakistan
Les conversions forcées au Pakistan sont une pratique consistant en l'enlèvement de jeunes filles non musulmanes (généralement chrétiennes ou hindoues) pour les convertir de force à l'Islam et les marier.
Selon certaines organisations non gouvernementales, plus de mille jeunes femmes seraient victimes chaque année de cette pratique. La complicité ou du moins la passivité de l'État pakistanais est souvent remarquée par les observateurs.

## Les conversions forcées

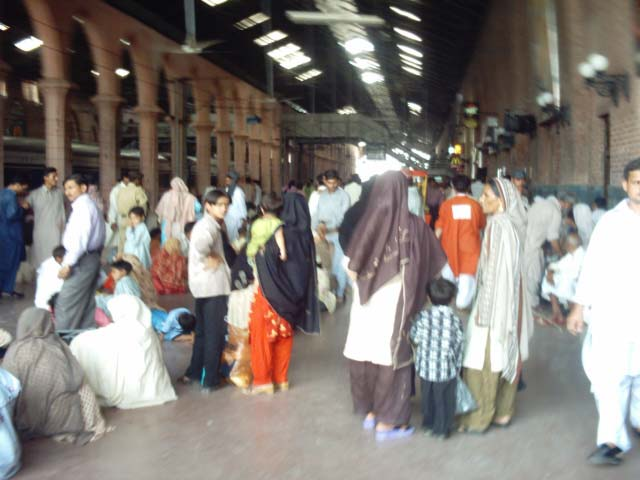
Pakistanaises et Pakistanais à la gare de Lahore.

Les minorités chrétienne et hindoue font état de l'enlèvement, du viol puis de la conversion et du mariage forcés de plus de mille jeunes femmes, souvent mineures, par an,,. Au cours des années 2010, ces actes sont de plus en plus fréquents.
Durant les seuls six premiers mois de 2021 et pour la seule province du Pendjab, 6 754 enlèvements de femmes de minorités religieuses ; parmi celles-ci, 1 890 cas de viols sont recensés, dont 752 mineures, et 3 721 femmes ont été torturées. Seul un quart environ des plaintes sont officiellement reconnues par les autorités et par les médias.
Ce nombre de mille jeunes femmes est une estimation effectuée notamment par la Fondation Aurat (en) et par le Mouvement pour la Solidarité et la Paix (« Movement for Solidarity and Peace »). Pour leur part, Amarnath Motual, ancien vice-président de la Commission des droits de l'Homme du Pakistan, ainsi que l'association Responsible for Equality And Liberty estiment le nombre de victimes entre 20 et 25 par mois, soit 250 à 300 par an.
La province du Sind, au sud du pays, qui abrite en particulier 95 % de la minorité hindoue du Pakistan, fait régulièrement état d'enlèvement de jeunes femmes mineures. C'est également le cas de la minuscule minorité kalash, au nord du pays, qui déplore que leurs femmes soient considérées comme des trophées à conquérir par de nombreux hommes musulmans.
Les jeunes filles sont souvent soumises à un chantage qui facilite leur soumission, la vie et la sécurité de leur famille étant mise en balance. Dans de rares cas, la famille ou les autorités parviennent à soutirer la victime à son ravisseur.

## Attitude de l'État pakistanais

### Un attentisme dénoncé des autorités

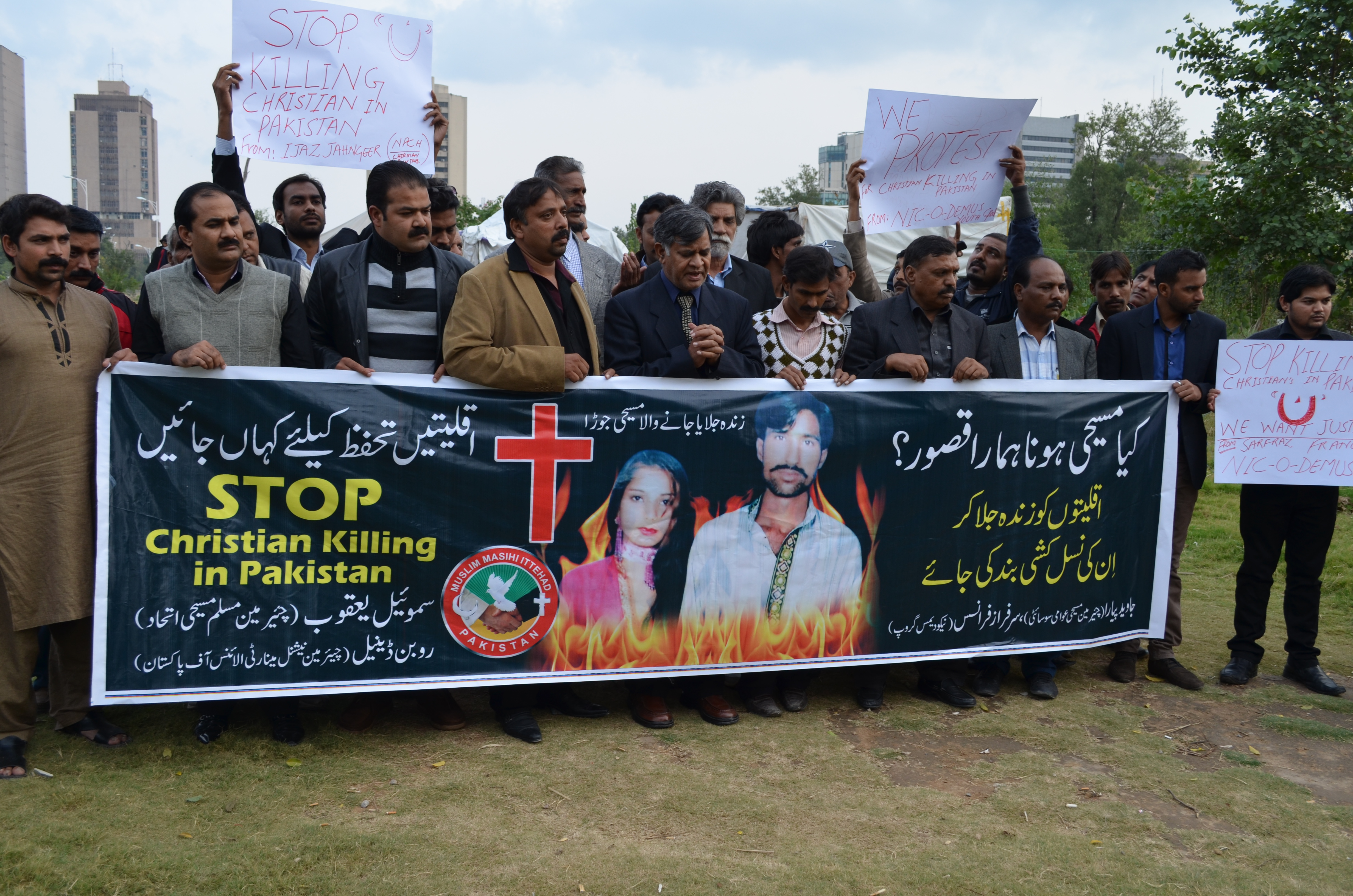
Manifestation de chrétiens pakistanais, 2020

Les plaignants affirment que la police montre peu d'intérêt à leurs plaintes, voire ferme volontairement les yeux ou falsifie les rapports de plaintes,.
En particulier, si le mari de la jeune femme affirme qu'elle a 18 ans, âge de la majorité légale au Pakistan, ou bien qu'elle a déjà ses règles, cette dernière est considérée comme adulte, et donc libre de prendre ses décisions ; en conséquence, les pouvoirs publics ferment l'enquête, d'après un média indien.

### Tentatives de résolution
En 2013, l'État du Sind met en place une commission de trois personnes afin d'étudier des modifications légales empêchant les mariages et conversions forcés ; un projet de loi résultant de cette commission propose une série de mesures, dont la création d'une limite d'âge aux conversions ainsi que des garde-fous juridiques afin de protéger l'accès aux procédures judiciaires pour les familles. L'Assemblée provinciale du Sind adopte ce projet de loi à l'unanimité en novembre 2016. Mais le gouverneur Saeeduzzaman Siddiqui le repousse ; sa mort quelque temps après bloque le processus, car des groupes de pression, en particulier le Conseil de l'idéologie islamique, s'élèvent contre le texte, qu'ils jugent contraire aux principes fondamentaux de l'Islam ; le nouveau gouverneur Muhammad Zubair Umar ne semble pas en mesure de passer outre cette opposition. Des initiatives similaires sont menées à l'Assemblée nationale et à l'assemblée provinciale du Pendjab, mais non suivies d'un effet législatif.
Face à l'inaction ressentie des pouvoirs publics, le Conseil hindou du Pakistan (en) tente d'interpeller la Cour suprême du Pakistan, toutefois sans résultat.

### Arrière-plan politique des relations indo-pakistanaises
En octobre 2020, le groupe de réflexion Institute of Policy Studies (en) publie une étude intitulée Forced Conversations or Faith Conversations: Rhetoric and Reality, dans laquelle il affirme que les rapports faisant état de mille conversions forcées annuelles au Pakistan sont « hors de proportion » et manquant de « preuves empiriques ». Un des principaux militants interrogés durant l'étude, Surendar Valasai (en), membre du Parti du peuple pakistanais, ne nie pas pour autant que « des incidents isolés de conversions forcées » puissent être provoqués par des « criminels », mais en relativise l'importance.
Les auteurs du rapport soulignent également que l'Inde a cité les conversions forcées au Pakistan pour voter l'amendement de 2019 de la loi sur la citoyenneté, ce dernier amendement créant des différences de traitement entre les immigrants musulmans et non-musulmans demandant la nationalité indienne.